# Владімір Годар
Владімір Годар (словац. Vladimír Godár; нар. 16 березня 1956, Братислава) — словацький композитор сучасної класичної музики і музики для кінематографу. Автор, редактор і перекладач книг з історії музики. Брав активну участь у відродженні музики і репутації словацького композитора XIX століття Яна Левослава Белла. Він також відомий своєю співпрацею з чеською скрипачкою, співачкою і композитором Айвою Біттовою.

## Кар'єра

### Студійні альбоми
- Hajdu Dance (1982)
- Talisman, Nocturne for Violin, Violoncello and Piano (1985)
- Partita for 54 String Instruments, Harpsichord, Kettledrums and Tubular Bells (1989)
- Daj Boh šťastia tejto zemi (1993)
- De Profundis III (1994)
- Chamber Music (1996)
- Music for Cello (1999)
- 20 Centuries of Music in Slovakia (1999)
- Barcarolle — Music for Violin (2001)
- Music to Martin Šulík's Films (2002)
- Short Cuts (2003)
- Slovak Cello Music (2003)
- Music for Cello and Harp (2004)
- Visegrad 4 — 4 Violoncellists (2005)
- Nostalgia — Piano Trios (2005)
- Cello in Recital Live London at St. John's, Smith Square (2005)
- Mater (2006)
- Homeland Pieces (2006)
- Tombeau de Bartók (2006)
- New Slovak Music for Piano (2006)
- Cellomania (2007)
- Archi di Slovakia (2007)
- Hevhetia Classic & Contemporary Compilation (2008)
- Šeban — Godár — Breiner — Kolkovič (2008)
- Sweet is the Memory (2009)
- Europa Cantat XVII Utrecht, EC13 (2009)
- Candybox (2010)
- So sweet a melody (2010)
- Slovak Music for Guitar Quartet (2010)
- Querela pacis (2010)
- Milan Paľa Violin Solo (2011)
- Lullabies Apollonia Vanova (2012)
- Kafenda — Vilec — Godár (2013)
- Martin Burlas, Vladimír Godár: Klavírna hudba/Piano Works (2013)
- The New Organ in Dolný Kubín (2015)
- Crux (2016)

### Музика для кінематографу
- Крок в темряву (словац. Krok do tmy; 2014)
- Циган (словац. Cigan; 2011)
- Сільський учитель (словац. Venkovský učitel; 2008)
- Сонячне місто (словац. Slunecní stát aneb hrdinové delnické trídy; 2005)
- Образи Європи (англ. Visions of Europe; 2004)
- Пейзаж (словац. Krajinka; 2000)
- Повернення ідіота (словац. Návrat idiota; 1999)
- Світ в картинках (словац. Orbis Pictus; 1997)
- Сад (словац. Záhrada; 1995)
- Все, що я люблю (словац. Vsetko co mam rad; 1993)
- Ніжність (словац. Neha; 1991)
- словац. Let asfaltoveho holuba (1991)
- словац. V meste plnom dazdnikov (1989)
- словац. Staccato (1986)
- Кут падіння (словац. Uhol pohladu; 1985)